# Tranzscheliella otophora
Tranzscheliella otophora är en svampart som beskrevs av Lavrov 1936. Tranzscheliella otophora ingår i släktet Tranzscheliella och familjen Ustilaginaceae.   Inga underarter finns listade i Catalogue of Life.